# Radio Society of Sri Lanka
Die Radio Society of Sri Lanka (RSSL), deutsch „Amateurfunkverband von Sri Lanka“, ist die nationale Vereinigung der Funkamateure auf Sri Lanka.

## Geschichte
Während des Zweiten Weltkriegs war Ceylon, wie Sri Lanka damals hieß, eine wichtige Militärbasis der alliierten Streitkräfte, deren Bedeutung Anfang 1942, nach dem Verlust Singapurs an Truppen des Japanischen Kaiserreichs, noch weiter anstieg. Ceylon wurde zum Hauptsitz des Südostasienkommandos (SEAC) der Alliierten. Nach der Kapitulation Japans im September 1945, wurden unzählige, zuvor militärisch genutzte, Funkgeräte nicht mehr länger benötigt. Sie konnten auf Trödelmärkten und in Gebrauchtwarenläden, beispielsweise im nahe beim Hafen der Hauptstadt Colombo gelegenen Marktviertel Pettah oder im Vorort Panchikawatte frei und günstig erworben werden.
Dies war die Zeit, als sich Funkbegeisterte mit den plötzlich im Überfluss verfügbaren elektronischen Bauelementen aller Art leicht eindecken konnten und daraus Funkgeräte basteln oder defekte Geräte reparieren konnten. Die ersten Funklizenzen wurden 1946 ausgestellt und als Rufzeichen-Präfix wurde VS7 vergeben. Im Jahr 1947 wurde die Insel von einer Naturkatastrophe heimgesucht. Es gab eine Überschwemmung und weite Gebiete im Landesinneren waren vollständig von der Hauptstadt abgeschnitten. Funkamateure mit ihrer besonderen Ausrüstung und ihren Fähigkeiten halfen dabei, die Kommunikation über Funk aufrechtzuerhalten. Daraus entstanden etwas später der Radio Emergency Volunteer Service („Freiwilliger Notfallfunkdienst“) und die Radio Society of Ceylon.
Nach Erlangung der Unabhängigkeit im Jahr 1948, wurde im Jahr 1952 das Präfix VS7 in 4S7 geändert. Am 22. Mai 1972 wurde Ceylon zur Republik Sri Lanka. Zwei Jahre später, 1974, änderte auch die Radio Society of Ceylon ihren Namen und wurde zur heutigen Radio Society of Sri Lanka (RSSL).
Die RSSL ist Mitglied in der International Amateur Radio Union (IARU Region 3), der internationalen Vereinigung von Amateurfunkverbänden, und vertritt dort die Interessen der Funkamateure des Landes.